# Yang Xiao
Yang Xiao (kinesiska: 楊 曉), född den 6 mars 1964, är en kinesisk roddare.
Hon tog OS-brons i fyra utan styrman i samband med de olympiska roddtävlingarna 1988 i Seoul.